# Chiasmus alata
Chiasmus alata är en insektsart som beskrevs av Singh-pruthi 1930. Chiasmus alata ingår i släktet Chiasmus och familjen dvärgstritar. Inga underarter finns listade i Catalogue of Life.